# Чкалово
Чкалово (на руски: Чкалово) е селище в Люберецки район, Московска област, Русия. Населението му през 2010 година е 278 души.

## География

### Разположение
Селото е разположено в централната част на Люберецки район. Намира се на 2 километра от Люберци. Надморската му височина е 125 метра.

### Климат
Климатът в Чкалово е умереноконтинентален (Dfb по Кьопен) с горещо и сравнително влажно лято и дълга студена зима.